# Wapen van Leeuwarderadeel

Wapen van Leeuwarderadeel

Het wapen van Leeuwarderadeel is het gemeentelijke wapen van de voormalige Friese gemeente Leeuwarderadeel. De beschrijving luidt: 
"Gevierendeeld : het eerste van zilver beladen met drie groene klaverbladen, staande 1 en 2, het tweede, derde en vierde van lazuur beladen met een klimmende leeuw van goud, getongd van keel. Het schild gedekt met een goude kroon."

## Geschiedenis
De beschrijving maakt geen melding dat de kroon drie fleurons en tweemaal drie parels heeft. 
De oudst bekende afbeelding staat op de kaart van Friesland uit 1622 in de "Chronique ofte Historische geschiedenisse van Vrieslandt". Het wapen is mogelijk ontstaan uit de tijd dat Keimpe Harinxma van Donia (1595 – 1616) of Ernst Harinxma van Donia (1616 – 1634) grietman was. Het grondgebied van het oorspronkelijk agrarische Leeuwarderadeel omgeeft grotendeels de gemeente Leeuwarden. Om die reden werd de leeuw uit het wapen van Leeuwarden overgenomen op het gecarteleerde schild voor Leeuwarderadeel, met het verschil dat de Leeuwarder leeuw geen rode tong heeft. Die rode tongen werden mogelijk overgenomen van een ingekleurde kaart die als voorbeeld diende om het wapen officieel te gebruiken.  Het voornaamste kwartier werd gereserveerd voor een klaverblad, een oud Fries boerensymbool. Later is ontdekt dat het wapen andere kleuren moet hebben gehad. 
Volgens Koninklijk Besluit werd de gemeente op 25 maart 1818 met het wapen bevestigd.

## Verwant wapen

Het wapen van Leeuwarden

Aengwirden
· Baarderadeel
· Barradeel
· Het Bildt
· Bolsward
· Boornsterhem
· Dokkum
· Dongeradeel
· Doniawerstal
· Ferwerderadeel
· Franeker
· Franekeradeel
· Gaasterland
· Gaasterland-Sloten
· Haskerland
· Hemelumer Oldeferd
· Hennaarderadeel
· Hindeloopen
· Idaarderadeel
· IJlst
· Kollumerland en Nieuwkruisland
· Leeuwarderadeel 
· Lemsterland
· Littenseradeel
· Menaldumadeel
· Nijefurd
· Oostdongeradeel
· Rauwerderhem
· Schoterland
· Skarsterlân
· Sloten
· Sneek
· Stavoren
· Utingeradeel
· Westdongeradeel
· Wonseradeel
· Workum
· Wymbritseradeel